# Modus Vivendi

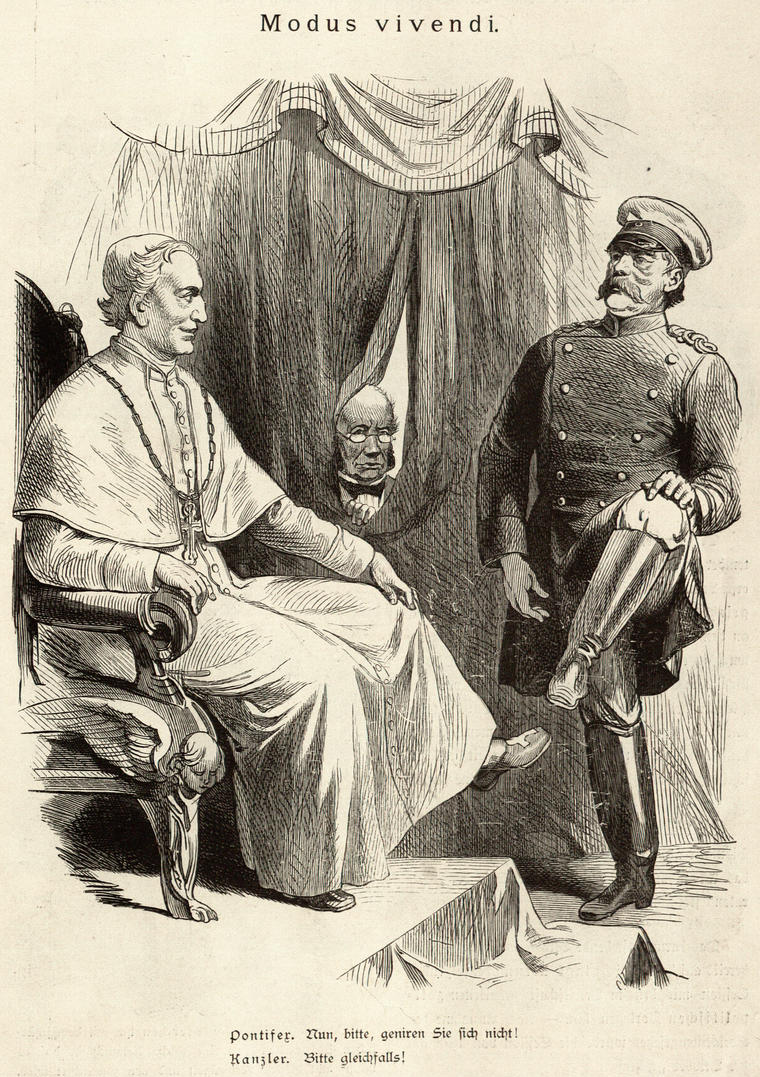
Karikatur „Modus vivendi“ aus dem Kladderadatsch, 1878, zu Leo XIII. und Bismarck.
Die Bildunterschrift lautet:
Pontifex. Nun, bitte, geni(e)ren Sie sich nicht!
Kanzler. Bitte gleichfalls!

Der Begriff Modus Vivendi (lateinisch: „Art [mit etwas] zu leben, Lebensweise“) wird nicht einheitlich verwendet. Generell ist mit dem Begriff eine (erträgliche) Übereinkunft, eine Verständigung und dergleichen gemeint.
Völkerrechtlich bezeichnet der Begriff die vorübergehende Verständigung zwischen Völkerrechtssubjekten, die später durch eine endgültige Abmachung abgelöst werden soll; mithin die vorläufige Regelung einer Streitfrage, das heißt ein für beide oder alle Seiten erträgliches Arrangement.
Bildungssprachlich: Gemeinsam getragene, nicht auf einer definierten Rechtsgrundlage beruhende Übereinkunft, die ein annehmbares Zusammenleben und/oder Zusammenarbeiten ermöglicht.